# Campeonato Sul-Mato-Grossense Série B 2022
In 2022 werd het 23ste Campeonato Sul-Mato-Grossense Série B gespeeld voor voetbalclubs uit de Braziliaanse staat Mato Grosso do Sul. De competitie werd georganiseerd door de FFMS en werd gespeeld van 9 oktober tot 20 november. Operário werd kampioen.

## Eerste fase
| Plaats | Club                     | Wed. | W | G | V | Saldo | Ptn. |
| ------ | ------------------------ | ---- | - | - | - | ----- | ---- |
| 1.     | Operário de Caarapó      | 5    | 2 | 3 | 0 | 5:3   | 9    |
| 2.     | Novo                     | 5    | 2 | 2 | 1 | 5:2   | 8    |
| 3.     | Ivinhema                 | 5    | 1 | 4 | 0 | 5:3   | 7    |
| 4.     | Comercial de Três Lagoas | 5    | 1 | 2 | 2 | 10:9  | 5    |
| 5.     | CEART                    | 5    | 0 | 1 | 4 | 2:11  | 1    |
| 6.     | Náutico (1)              | 5    | 2 | 2 | 1 | 4:3   | -5   |

 (1): Náutico kreeg 13 strafpunten voor het opstellen van een niet-speelgerechtigde speler.
|  | Gekwalificeerd voor finlae |

## Finale
|                   |                             |       |            |                               |
| 20 november 15:00 | Operário de Caarapó         | 3 – 1 | Novo       | Municipal de Caarapó, Caarapó |
| 20 november 15:00 | Cláudio 6', 42' Rodrigo 11' |       | 4' Maxwell | Municipal de Caarapó, Caarapó |

## Eindstand
| Plaats | Club                     | Wed. | W | G | V | Saldo | Ptn. |
| ------ | ------------------------ | ---- | - | - | - | ----- | ---- |
| 1.     | Operário de Caarapó      | 6    | 3 | 3 | 0 | 8:4   | 12   |
| 2.     | Novo                     | 6    | 2 | 2 | 2 | 6:5   | 8    |
| 3.     | Ivinhema                 | 5    | 1 | 4 | 0 | 5:3   | 7    |
| 4.     | Comercial de Três Lagoas | 5    | 1 | 2 | 2 | 10:9  | 5    |
| 5.     | CEART                    | 5    | 0 | 1 | 4 | 2:11  | 1    |
| 6.     | Náutico (1)              | 5    | 2 | 2 | 1 | 4:3   | -5   |

 (1): Náutico kreeg 13 strafpunten voor het opstellen van een niet-speelgerechtigde speler.
|  | Kampioen, promotie naar Série A 2023 |
|  | Promotie naar Série A 2024           |

### Kampioen
| Campeonato Sul-Mato-Grossense de 2022 - Série B |
| Mato Grosso do Sul                              |
| ----------------------------------------------- |
| OPERÁRIO Kampioen (2° titel)                    |

## Bron
- Ogol

1987 · 1988 · 1989 · 1990-2000 · 2001 · 2002 · 2003 · 2004 · 2005 · 2006 · 2007 · 2008 · 2009 · 2010 · 2011 · 2012 · 2013 · 2014 · 2015 · 2016 · 2017 · 2018 · 2019 · 2020 · 2021 · 2022 ·  2023 · 2024